# Paul Biberstein
Paul Biberstein (* 25. Februar 1600 in Leonberg; begraben am 21. Dezember 1656 in Tübingen) war ein württembergischer evangelischer Theologe und Rektor der Universität Tübingen.

## Leben und Wirken
Paul Biberstein immatrikulierte sich am 28. Mai 1617 an der Universität Tübingen und wurde dort am 24. September 1617 Baccalaureus und 1619 Magister. Von 1621 bis 1626 war er Repetent am Tübinger Stift. Er wurde 1626 zweiter Diakon in Göppingen und war dort ab 1627 erster Diakon. Ab 1630 war er Pfarrer in Oberesslingen.
Am 1. April 1652 wurde er als Prof. graec. und Prof. phil. an die Universität Tübingen berufen. Er war dort von 1652 bis 1656 Magister Domus. Vom 1. Mai 1655 bis 18. Oktober 1655 war er Rektor der Universität Tübingen.